# ديفيد ناكامورا
ديفيد ناكامورا (بالإنجليزية: David Nakamura)‏ هو صحفي أمريكي، ولد في 1970.